# Комплексна функція
Комплексна фу́нкція — функція, яку можна подати у вигляді
{\displaystyle \ f(x)=u(x)+i\cdot v(x)},
де i — це уявна одиниця, тобто {\displaystyle \ i^{2}=-1,} а {\displaystyle \ u(x)} та {\displaystyle \ v(x)} — дійсні функції. Функція {\displaystyle \!u(x)} називається дійсною частиною функції {\displaystyle \!f(x)}, а {\displaystyle \!v(x)} — її уявною частиною.

## Властивості
Функція
{\displaystyle \ f^{*}(x)=u(x)-i\cdot v(x)}
називається комплексно спряженою функції {\displaystyle \!f(x)}.
Добуток функції на її комплексно спряжену називається квадратом модуля функції. Квадрат модуля функції завжди додатній і позначається символом
{\displaystyle \ |f(x)|^{2}=f(x)\cdot f^{*}(x)=u(x)^{2}+v(x)^{2}}